# Stojkówko
Stojkówko – osada w Polsce położona w województwie zachodniopomorskim, w powiecie kołobrzeskim, w gminie Dygowo.